# Liste der österreichischen Abgeordneten zum EU-Parlament (2024–2029)
Die Liste der österreichischen Abgeordneten zum EU-Parlament (2024–2029) listet alle österreichischen Mitglieder des 10. Europäischen Parlamentes nach der Europawahl in Österreich 2024.

## Geschichte
Insgesamt waren bei der Europawahl in Österreich 2024 am 9. Juni 2024 zwanzig Mandate zu vergeben, gegenüber der vorhergehenden Wahlperiode um ein Mandat mehr. Die FPÖ erreichte sechs Mandate (bisher drei), SPÖ unverändert fünf Sitze, die ÖVP verlor zwei Mandate und erhielt ebenfalls fünf Sitze, die Grünen zwei (minus eins), die NEOS ebenfalls zwei (plus eins). Der KPÖ und der erstmals kandidierenden DNA gelang der Einzug in das EU-Parlament nicht.
Die konstituierende Sitzung der 10. Legislaturperiode war am 16. Juli 2024.
Bei den Grünen wurde der Listenzweite Thomas Waitz Delegationsleiter, nachdem dieser mehr Vorzugsstimmen erhielt als Spitzenkandidatin Lena Schilling. Bei der SPÖ wurde Andreas Schieder als Delegationsleiter wiedergewählt, dessen Stellvertreterin blieb Evelyn Regner.

## Aktuelle Mandatsstärke der Parteien
- S&D: 5
- G/EFA: 2
- RE: 2
- EVP: 5
- PfE: 6

| Nationale Partei                                      | Mandate | Fraktion                                                     |
| ----------------------------------------------------- | ------- | ------------------------------------------------------------ |
| Freiheitliche Partei Österreichs (FPÖ)                | 06      | Patrioten für Europa (PfE)                                   |
| Österreichische Volkspartei (ÖVP)                     | 05      | Fraktion der Europäischen Volkspartei (EVP)                  |
| Sozialdemokratische Partei Österreichs (SPÖ)          | 05      | Fraktion der Progressiven Allianz der Sozialdemokraten (S&D) |
| Die Grünen – Die Grüne Alternative (GRÜNE)            | 02      | Die Grünen/Europäische Freie Allianz (G/EFA)                 |
| NEOS – Das Neue Österreich und Liberales Forum (NEOS) | 02      | Renew Europe (RE)                                            |
| SUMME                                                 | 20      |                                                              |

## Abgeordnete
| Name                       | Bild | Partei | Partei | Fraktion | von           | bis | Listenplatz | Vorzugsstimmen | Ausschüsse | Anmerkung                                |
| -------------------------- | ---- | ------ | ------ | -------- | ------------- | --- | ----------- | -------------- | ---------- | ---------------------------------------- |
| Alexander Bernhuber        |      |        | ÖVP    | EVP      | 2. Juli 2019  |     | 1.3         | 44.641         |            |                                          |
| Helmut Brandstätter        |      |        | NEOS   | RE       | 16. Juli 2024 |     | 5.1         | 49.444         |            |                                          |
| Elisabeth Dieringer-Granza |      |        | FPÖ    | PfE      | 16. Juli 2024 |     | 3.6         | 1.661          |            |                                          |
| Elisabeth Grossmann        |      |        | SPÖ    | S&D      | 16. Juli 2024 |     | 2.4         | 4.985          |            |                                          |
| Roman Haider               |      |        | FPÖ    | PfE      | 2. Juli 2019  |     | 3.4         | 6.310          |            |                                          |
| Gerald Hauser              |      |        | FPÖ    | PfE      | 16. Juli 2024 |     | 3.5         | 13.681         |            |                                          |
| Hannes Heide               |      |        | SPÖ    | S&D      | 2. Juli 2019  |     | 2.5         | 6.790          |            |                                          |
| Sophia Kircher             |      |        | ÖVP    | EVP      | 16. Juli 2024 |     | 1.4         | 23.411         |            |                                          |
| Reinhold Lopatka           |      |        | ÖVP    | EVP      | 16. Juli 2024 |     | 1.1         | 58.013         |            |                                          |
| Lukas Mandl                |      |        | ÖVP    | EVP      | 30. Nov. 2017 |     | 1.5         | 17.329         |            |                                          |
| Georg Mayer                |      |        | FPÖ    | PfE      | 1. Juli 2014  |     | 3.3         | 2.415          |            |                                          |
| Evelyn Regner              |      |        | SPÖ    | S&D      | 14. Juli 2009 |     | 2.2         | 17.448         |            | stellvertretende SPÖ-Delegationsleiterin |
| Andreas Schieder           |      |        | SPÖ    | S&D      | 2. Juli 2019  |     | 2.1         | 61.982         |            | SPÖ-Delegationsleiter                    |
| Lena Schilling             |      |        | GRÜNE  | G/EFA    | 16. Juli 2024 |     | 4.1         | 45.732         |            |                                          |
| Günther Sidl               |      |        | SPÖ    | S&D      | 2. Juli 2019  |     | 2.3         | 10.723         |            |                                          |
| Petra Steger               |      |        | FPÖ    | PfE      | 16. Juli 2024 |     | 3.2         | 9.323          |            |                                          |
| Anna Stürgkh               |      |        | NEOS   | RE       | 16. Juli 2024 |     | 5.2         | 7.752          |            |                                          |
| Harald Vilimsky            |      |        | FPÖ    | PfE      | 1. Juli 2014  |     | 3.1         | 83.576         |            |                                          |
| Thomas Waitz               |      |        | GRÜNE  | G/EFA    | 1. Feb. 2020  |     | 4.2         | 75.018         |            | Delegationsleiter der Grünen             |
| Angelika Winzig            |      |        | ÖVP    | EVP      | 2. Juli 2019  |     | 1.2         | 38.426         |            |                                          |